# 멀리사 조지
멀리사 조지(Melissa George, 1976년 8월 6일 ~ )는 오스트레일리아의 배우이다.

## 출연 작품

### 영화
- 다크 시티 (1998)
- 라이미 (1999)
- 슈가 앤 스파이스 (2001)
- 멀홀랜드 드라이브 (2001)
- 뉴 포트 사우스 (2001)
- 다운 위드 러브 (2003)
- 아미티빌 호러 (2005)
- 디레일드 (2005)
- 투리스터스 (2006)
- 워즈 (2007)
- 써티 데이즈 오브 나이트 (2007)
- 트라이앵글 (2009) - 제스 역
- Second Chances (2010) - 케이트 역
- 론리 플레이스 투 다이 (2011) - 앨리슨 역
- Swinging with the Finkels (2011) - 재닛 역
- 비트윈 어스 (2012, Between Us) - 섀릴 역
- Rollerboy (2013) - 본인 (다큐멘터리)
- 펠로니 (2013) - 줄리 투이 역
- The Butterfly Tree (2017)
- Don't Go (2018)

### 텔레비전
- 홈 앤 어웨이 (1993-96)
- 프렌즈 (2003)
- 탐정 몽크 (2003)
- 참드 (2003)
- 앨리어스 (2003-04)
- 인 트리트먼트 (2008)
- 그레이 아나토미 (2008-09)
- 라이 투 미 (2010)
- 자루 속의 뼈 (2011)
- 그리고 파티는 끝났다 (2011, 2015)
- Hunted (2012) - 샘 헌터 역
- 굿 와이프 (2013-14)
- Heartbeat (2016)
- 스타 트렉: 디스커버리 (2019)
- 디 에디 (2020)
- 모스키토 코스트 (2021) - 마고 폭스 역